# تاریخ طبیعی نیوزیلند
تاریخ طبیعی نیوزیلند از زمانی آغاز شد که خشکی زیلاندیا – امروزه تقریباً تمام پوسته قاره‌ای در زیر آب قرار دارد و نیوزیلند و چند جزیره دیگر بالاتر از سطح دریا قرار دارند. – در دوره کرتاسه از ابرقاره گوندوانا جدا شد. پیش از این، زلاندیا گذشته خود را با استرالیا و قطب جنوب به اشتراک گذاشته بود. از زمان این جدایی، چشم‌انداز نیوزیلند در انزوای فیزیکی تکامل یافته است، اگرچه بخش عمده‌ای از زیست‌بوم فعلی آن ارتباطات جدیدتری با گونه‌های سایر خشکی‌ها دارد. تاریخ منحصراً طبیعی این کشور در حدود سال ۱۳۰۰ میلادی، زمانی که انسان‌ها برای اولین بار در آنجا ساکن شدند، به پایان رسید و تاریخ زیست‌محیطی این کشور آغاز شد. دوره زمانی از سال ۱۳۰۰ میلادی تا به امروز مصادف با انقراض بسیاری از گونه‌های منحصر به فرد نیوزیلند است که در آنجا تکامل یافته بودند.
تجزیه گندوانا، قاره‌های حاصل، از جمله زیلندیا، را با یک بوم‌شناسی مشترک به جا گذاشت. تقریباً ۸۵ میلیون سال پیش (معادل حدود ۸۵ میلیون سال پیش)، زیلاندیا شروع به دور شدن از بخشی از گندوانا کرد که بعدها به استرالیا و قطب جنوب تبدیل شد. حدود ۷۰ میلیون سال پیش، تجزیه کامل شد. از آن زمان تاکنون، زیلندیا به سمت شمال حرکت کرده و هم از نظر پستی و بلندی و هم از نظر آب و هوا تغییر کرده است. بیشتر زیست‌بوم‌های کنونی نیوزیلند ارتباطات پسا-گوندوانایی با گونه‌های موجود در خشکی‌های دیگر دارند، اما شامل تعداد کمی از نوادگان دودمان گوندوانایی، مانند پستاندار سنت باتانز، نیز می‌شوند. روی هم رفته، پراکندگی فرااقیانوسی نقش آشکاری در شکل‌گیری زیست‌بوم نیوزیلند داشته است. امروزه چندین عنصر از زیست‌بوم گندوانا در نیوزیلند وجود دارد: عمدتاً گیاهانی مانند پودوکارپ‌ها و راش‌های جنوبی، اما همچنین حشرات، پرندگان، قورباغه‌ها و تواتاراهای متمایز.
در مرحله دانترونی از دوره الیگوسن، مساحت خشکی زیلندیا در حداقل خود بود. گفته شده است که آب تمام آن را پوشانده بود، اما اجماع بر این است که جزایر کم‌ارتفاع باقی مانده‌اند، شاید یک چهارم مساحت فعلی نیوزیلند.

## قبل از جدایی (گندوانا، ۸۵ میلیون سال پیش)

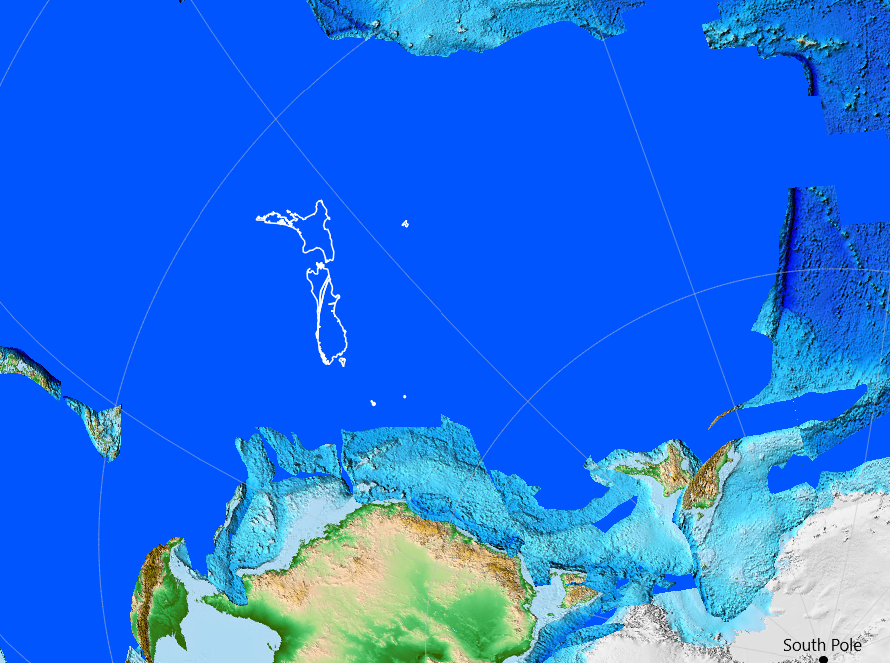
زیلاندیا (پایین سمت راست، بخش‌هایی از جزایر شمالی و جنوبی فعلی نیوزیلند که از سطح دریا قابل مشاهده هستند)، بین استرالیا و قطب جنوب نزدیک قطب جنوب، ۹۰ میلیون سال پیش. موقعیت فعلی نیوزیلند با رنگ سفید (وسط سمت چپ) مشخص شده است.

در اواخر کرتاسه، گندوانا کسری از اندازه اولیه خود بود، با این حال، خشکی‌هایی که بعدها استرالیا، قطب جنوب و زلاندیا را تشکیل دادند، هنوز به هم متصل بودند. بیشتر «جانوران گوندوانا» ی امروزی ریشه در کرتاسه دارند. در این مدت، زلاندیا معتدل و تقریباً مسطح بود و هیچ محیط آلپی وجود نداشت. 

### جانوران گندوانا
فسیل‌های یافت شده در لایتنینگ ریج، نیو ساوت ولز، نشان می‌دهد که ۱۱۰ میلیون سال پیش (Ma)، استرالیا میزبان تعدادی از تک‌سوراخیان مختلف بوده است، اما هیچ گونه کیسه‌داری را در خود جای نداده است. با توجه به فسیل ۱۰۰ میلیون ساله یک کیسه‌دار به نام کوکوپلیا که در زمین‌های لم‌یزرع یوتا یافت شده است، به نظر می‌رسد که کیسه‌داران در نیمکره شمالی معاصر در طول دوره کرتاسه تکامل یافته‌اند. سپس کیسه‌داران به آمریکای جنوبی و گوندوانا گسترش یافتند. اولین شواهد وجود پستانداران (اعم از کیسه‌داران و جفت‌داران) در استرالیا به دوران سوم زمین‌شناسی برمی‌گردد و در یک سایت فسیلی ۵۵ میلیون ساله در مورگون، در جنوب کوئینزلند، یافت شد. از آنجایی که زیلاندیا در این زمان از هم جدا شده بود، فقدان کیسه‌داران خشکی‌زی و پستانداران جفت‌دار در شواهد فسیلی نیوزیلند را توضیح می‌دهد.
دایناسورها به شکوفایی خود ادامه دادند، اما با متنوع شدن نهاندانگان، مخروطیان، بنه‌تیتال‌ها و پنتوکسیلالان‌ها حدود سال ۱۱۵ ح. Ma به همراه پرنده‌خواران گیاهخوار متخصص، در حالی که پرنده‌خواران عمومی، مانند چندین خانواده از ساروپودومورف‌های خزنده‌کفلان، غالب بودند. رویداد انقراض کرتاسه-پالئوژن همه دایناسورها به جز پرندگان را از بین برد، اما تکامل گیاهان در گندوانا به سختی تحت تأثیر قرار گرفت. گوندواناتریا گروهی منقرض‌شده از پستانداران غیرتریایی هستند که در اواخر کرتاسه و پالئوژن در گوندوانا (آمریکای جنوبی، آفریقا، ماداگاسکار، هند و قطب جنوب) پراکنده بوده‌اند. زنارترا و آفروتریا، دو کلاد جفت‌دار، منشأ گوندوانا دارند و احتمالاً ۱۰۵ Ma، زمانی که آفریقا و آمریکای جنوبی از هم جدا شدند، به‌طور جداگانه شروع به تکامل کردند ح.